# Lückenbier
Lückenbiere waren Biere, die nach dem westdeutschen Biersteuergesetz von 1952 nicht eindeutig einer Biergattung zugeordnet werden konnten.
Hiernach wurden Biere anhand der Höhe der Stammwürze in vier Gattungen unterteilt und darin entsprechend besteuert.
Bier mit einem Stammwürzegehalt von
- 2,0–5,5 % war Einfachbier,
- 7,0–8,0 % war Schankbier,
- 11,0–14,0 % war Vollbier und
- mindestens 16,0 % war Starkbier.

Biere, die außerhalb dieser Klassifikation lagen, durften nicht in Verkehr gebracht werden. Ausnahmen hiervon waren nur mit Genehmigung der Finanzverwaltung möglich.
Einige Vorgaben des Biersteuergesetzes von 1952 wurden mit der Bierverordnung von 1990 geändert. Die seitdem bestehende Einteilung der Biergattung anhand der Stammwürze ist nunmehr durchgängig und hat seit dem Jahr 1992 nur noch eine lebensmittelrechtliche Bedeutung.
Nach einem Urteil des OLG Karlsruhe aus dem Jahr 1988 unterlag ein in der Bundesrepublik Deutschland hergestelltes, in ihrem Gebiet nicht verkehrsfähiges Bier der Beschränkung nicht mehr, wenn es aus einem EWG-Mitgliedstaat reimportiert wurde, in welchem es sich im freien Warenverkehr befunden hat.